# 社会人野球チーム一覧
社会人野球チーム一覧（しゃかいじんやきゅうチームいちらん）は、日本の社会人野球のチームとして、日本野球連盟に所属するチームのうち、現在休部扱いされていないチームの一覧である（廃部・休部などの理由で現在活動していないチームについては、「Category:現在活動していない日本の社会人野球チーム」を参照）。
社会人野球には「会社登録」（企業チーム）と「クラブ登録」（クラブチーム）の2つの種類がある。またクラブ組織の運営形態であっても、複数の企業や団体に選手が所属し、所属先の企業から給与などを受け取る場合は広域複合企業チームとなり、会社登録と同等の扱いを受けられる。

## 北海道地区連盟

### 北海道

#### 会社登録
- 日本製鉄室蘭シャークス
- 北海道ガス
- 航空自衛隊千歳

#### クラブ登録
- JR北海道硬式野球クラブ
- 函館太洋倶楽部
- 小樽野球協会
- 帯広倶楽部VICROSS
- ブレーブくしろ
- 札幌倶楽部
- ウイン北広島
- WEEDしらおい
- 江別ブルーインズ
- オール苫小牧
- 旭川グレートベアーズ
- Feather Home HORNETS
- TRANSYS
- 伊達聖ケ丘病院
- 北海ブルーウェーブ
- 東北海道サンライズ
- トッキュウブルーローズ

## 東北地区連盟

### 青森県

#### 会社登録
- なし

#### クラブ登録
- 全弘前倶楽部
- キングブリザード
- 弘前アレッズ

### 岩手県

#### 会社登録
- JR盛岡
- トヨタ自動車東日本

#### クラブ登録
- 一戸桜陵クラブ
- 一関ベースボールクラブ
- オール江刺
- オール不来方
- 北上REDS
- 雫石クラブ
- 住田硬式野球クラブ
- 遠野クラブ
- 水沢駒形野球倶楽部
- 盛友クラブ
- 花巻硬友倶楽部
- 黒陵クラブ
- 矢巾硬式クラブ
- 盛岡球友倶楽部
- 赤崎野球クラブ
- 釜石野球団
- 久慈クラブ
- 高田クラブ
- 宮古倶楽部
- MKSI BASEBALL CLUB
- 滝沢スイカーズ

### 宮城県

#### 会社登録
- JR東日本東北
- 日本製紙石巻
- 七十七銀行
- マルハン北日本カンパニー

#### クラブ登録
- 青葉クラブ
- TFUクラブ
- 白山クラブ
- 東北マークス
- HOKUTO Baseball Club
- 大崎トリプルクラウン
- 石巻日和倶楽部

### 秋田県

#### 会社登録
- JR秋田
- TDK

#### クラブ登録
- 秋田王冠クラブ
- 秋田GLANZ
- 秋田ベースボールクラブ
- 大曲ベースボールクラブ
- 能代松陵クラブ
- 互大設備ダイヤモンドクラブ
- 由利本荘ベースボールクラブ
- ゴールデンリバース

### 山形県

#### 会社登録
- なし

#### クラブ登録
- 新庄球友クラブ
- 鶴岡野球クラブ
- 片山商会BC
- B-net/yamagata

### 福島県

#### 会社登録
- なし

#### クラブ登録
- オールいわきクラブ
- 郡山ベースボールクラブ
- 小峰クラブ
- 全白河野球クラブ
- FKC
- ALL北嶺
- いわき菊田クラブ
- 郡山イーストジャパンクラブ
- エフコムBC
- 川俣クラブ
- EKC Baseball Club 習志野SEALS

## 北信越地区連盟

### 長野県

#### 会社登録
- FedEx

#### クラブ登録
- 信越硬式野球クラブ
- 長野好球倶楽部
- 佐久コスモスターズ硬式野球クラブ
- 千曲川硬式野球クラブ
- 上田硬式野球倶楽部

### 新潟県

#### 会社登録
- バイタルネット
- JR新潟

#### クラブ登録
- 五泉クラブ
- 佐渡軍団
- オール飯豊
- 新潟クラブ野球団
- 新潟コンマーシャル倶楽部
- 野田サンダーズ
- 全新潟ブラックス

### 富山県

#### 会社登録
- 伏木海陸運送
- ロキテクノ富山
- IMF BANDITS 富山

#### クラブ登録
- 富山ベースボールクラブ

### 石川県

#### 会社登録
- なし

#### クラブ登録
- Hard Ball Club 金沢

### 福井県

#### 会社登録
- なし

#### クラブ登録
- なし

## 関東地区連盟

### 茨城県

#### 会社登録
- 日本製鉄鹿島
- 日立製作所
- JR水戸
- 茨城トヨペット
- 茨城日産

#### クラブ登録
- 大宮クラブ
- 全鹿嶋野球クラブ
- 全神栖硬式野球クラブ
- 全水戸野球クラブ
- オール日立ドリームズ
- 鹿島レインボーズ
- 茨城ゴールデンゴールズ
- Tsukuba Club
- Again Baseball Club

### 栃木県

#### 会社登録
- エイジェック

#### クラブ登録
- 宇都宮大学OB野球クラブ
- 全足利クラブ
- 全栃木野球クラブ
- UKクラブ
- TSK宇都宮
- 鹿沼39
- コットンウェイ硬式野球倶楽部
- 全那北硬式野球クラブ

### 群馬県

#### 会社登録
- SUBARU

#### クラブ登録
- 伊勢崎硬建クラブ
- 太田球友硬式野球倶楽部
- オール高崎野球倶楽部
- 太田暁工業硬式野球クラブ

### 埼玉県

#### 会社登録
- 日本通運
- オールフロンティア
- SUNホールディングスEAST
- テイ・エス テック

#### クラブ登録
- 全浦和野球団
- 全大宮野球団
- 都幾川倶楽部野球団
- 熊谷ZEROベースボールクラブ
- 全三郷倶楽部野球団
- レジェンズ
- 所沢グリーンベースボールクラブ
- INVENTIVE New wave
- 武州おおぞら野球団
- 新座ダイアモンドドッグス
- 川口ゴールデンドリームス
- 3GoodGroup HOZEN noLIMITEDs

### 千葉県

#### 会社登録
- JFE東日本
- 日本製鉄かずさマジック
- JR千葉

#### クラブ登録
- BIG WINGS印西
- ヌーベルベースボールクラブ
- サウザンリーフ市原
- YBC柏
- 千葉熱血MAKING
- oceans
- ハナマウイ
- ジェイエフエフシステムズ千葉
- 八千代Ageベースボールクラブ

### 東京都

#### 会社登録
- 鷺宮製作所
- JR東日本
- 東京ガス
- 明治安田生命
- NTT東日本
- セガサミー
- Honda

#### クラブ登録
- 西多摩倶楽部
- 全調布硬式野球倶楽部
- 東京LBC
- エスプライド鉄腕硬式野球部
- REVENGE99
- 全府中野球倶楽部
- 武蔵野クラブ
- 東京好球倶楽部
- 東京弥生クラブ
- THINKフィットネス・GOLD'S GYMベースボールクラブ
- 警視庁野球部
- TOKYO METS
- Hogrel Baseball Club
- Nbuy
- CLUB REBASE
- 夕凪SO BLUE

### 神奈川県

#### 会社登録
- ENEOS
- 東芝
- 三菱重工East
- 日産自動車

#### クラブ登録
- WIEN BASEBALL CLUB
- 全川崎クラブ
- 横浜球友クラブ
- 横浜金港クラブ
- 相模原クラブ
- 京浜野球倶楽部
- 湘南ひらつかマルユウベースボールクラブ
- 横浜ベイブルース
- 国際総合伊勢原クラブ
- 横浜中央クラブ
- 茅ヶ崎サザンカイツ
- リベラック小田原

### 山梨県

#### 会社登録
- なし

#### クラブ登録
- 甲斐府中クラブ
- 南アルプス硬式野球クラブ
- 桂クラブ
- 山梨球友クラブ
- TUKUMO BC
- B-NEXT
- Arts International Club

## 東海地区連盟

### 静岡県

#### 会社登録
- ヤマハ

#### クラブ登録
- 静岡硬式野球倶楽部
- 富士クラブ
- ヤマハ発動機野球部
- 浜松ケイ・スポーツBC
- 山岸ロジスターズ
- 焼津マリーンズ

### 愛知県

#### 会社登録
- 王子
- JR東海
- 東海理化
- 東邦ガス
- トヨタ自動車
- 三菱自動車岡崎
- 日本製鉄東海REX
- ジェイプロジェクト

#### クラブ登録
- 愛知ベースボール倶楽部
- BASEBALL ONE BLITZ
- CENTRAL ARCH
- 矢場とんブースターズ
- TJクラブ
- ジェイグループ

### 岐阜県

#### 会社登録
- 西濃運輸

#### クラブ登録
- 岐阜硬式野球倶楽部
- 日本プロスポーツ専門学校

### 三重県

#### 会社登録
- Honda鈴鹿

#### クラブ登録
- 奥伊勢クラブ
- 三重高虎B.C

## 近畿地区連盟

### 滋賀県

#### 会社登録
- ルネス紅葉スポーツ柔整専門学校
- カナフレックス
- ムラチグループ

#### クラブ登録
- 瀬田クラブ
- 全大津野球団
- ルネス紅葉アカデミークラブ
- OBC高島
- 湖南ベースボールクラブ

### 京都府

#### 会社登録
- 島津製作所
- 日本新薬
- ニチダイ

#### クラブ登録
- 京都フルカウンツ
- 京都城陽ファイアーバーズ
- 山城ベースボールクラブ
- 三菱自動車京都ダイヤフェニックス
- 京都ジャスティス
- 宇治ベースボールクラブ
- DBグラッズ
- B-BACKS

### 大阪府

#### 会社登録
- NTT西日本
- 大阪ガス
- パナソニック
- 日本生命
- 履正社スポーツ専門学校
- ミキハウス

#### クラブ登録
- NSBベースボールクラブ
- 大阪ウイング硬式野球クラブ
- 泉州大阪野球団
- 関西硬式野球クラブ
- 八尾ベースボールクラブ
- 履正社ベースボールクラブ
- 大阪ホークスドリーム

### 兵庫県

#### 会社登録
- 日本製鉄瀬戸内
- 三菱重工West
- アスミビルダーズ
- YBSホールディングス

#### クラブ登録
- JRSレールスターズ
- 兵庫県警硬式野球部県警桃太郎
- KC兵庫
- NOMOベースボールクラブ
- 関メディベースボール学院
- ジェイエフエフシステムズ
- 金次郎・関西

### 和歌山県

#### 会社登録
- なし

#### クラブ登録
- マツゲン箕島硬式野球部

### 奈良県

#### 会社登録
- SUNホールディングスWEST

#### クラブ登録
- 関西HANG硬式野球団
- NARA Ambitions club
- 大和高田クラブ
- 一城クラブ
- 帝塚山大学OBクラブ
- 奈良Friend BASEBALL CLUB
- 奈良Jメンテナンスクラブ
- GXAジェッツ
- Nine Force

## 中国地区連盟

### 岡山県

#### 会社登録
- シティライト岡山
- 三菱自動車倉敷オーシャンズ

#### クラブ登録
- ショウワコーポレーション
- 倉敷ピーチジャックス

### 広島県

#### 会社登録
- ツネイシブルーパイレーツ
- 伯和ビクトリーズ
- JFE西日本
- JR西日本

#### クラブ登録
- 広島鯉城クラブ
- 福山ローズファイターズ
- 三原ヤッサベースボールクラブ
- 広島ベースボールクラブ
- MSH医療専門学校

### 山口県

#### 会社登録
- 日本製鉄山口硬式野球部

#### クラブ登録
- 航空自衛隊防府クラブ
- 山口防府ベースボールクラブ
- 岩国五橋クラブ

### 鳥取県

#### 会社登録
- なし

#### クラブ登録
- なし

### 島根県

#### 会社登録
- なし

#### クラブ登録
- MJG島根

## 四国地区連盟

### 香川県

#### 会社登録
- JR四国
- アークバリア

#### クラブ登録
- なし

### 愛媛県

#### 会社登録
- なし

#### クラブ登録
- 松山フェニックス

### 徳島県

#### 会社登録
- なし

#### クラブ登録
- 徳島野球倶楽部
- TOKUSHIMA ASTROS

### 高知県

#### 会社登録
- 四国銀行

#### クラブ登録
- なし

## 九州地区連盟

### 福岡県

#### 会社登録
- KMGホールディングス
- JR九州
- 沖データコンピュータ教育学院
- 西部ガス
- 福岡医健・スポーツ専門学校
- 日産自動車九州

#### クラブ登録
- 福岡ベースボールクラブ
- 福岡オーシャンズ9
- 北九州市民硬式野球クラブ
- 嘉麻市バーニングヒーローズ
- CKGアカデミー
- REXパワーズ
- ARC九州
- GENESIS FUKUOKA
- 福岡トヨタ硬式野球クラブFTサンダース

### 佐賀県

#### 会社登録
- なし

#### クラブ登録
- 佐賀魂
- ビクトリークロウ

### 大分県

#### 会社登録
- 九州総合スポーツカレッジ
- 日本製鉄九州大分
- 佐伯市硬式野球団

#### クラブ登録
- BAN BASEBALL CLUB
- BEZEL sports academy

### 長崎県

#### 会社登録
- なし

#### クラブ登録
- なし

### 熊本県

#### 会社登録
- Honda熊本
- 九州工科自動車専門学校
- 大福ロジスティクス
- 熊本ゴールデンラークス

#### クラブ登録
- なし

### 宮崎県

#### 会社登録
- 宮崎梅田学園
- 宮崎福祉医療カレッジ
- 新海屋

#### クラブ登録
- 宮崎灼熱フェニックス

### 鹿児島県

#### 会社登録
- なし

#### クラブ登録
- 鹿児島ドリームウェーブ
- 薩摩ライジング

### 沖縄県

#### 会社登録
- 沖縄電力
- エナジック

#### クラブ登録
- てるクリニック
- クリード安仁屋ベースボールクラブ
- ビッグ開発ベースボールクラブ
- シンバネットワークアーマンズベースボールクラブ